# 图维尔
图维尔（法語：Touville，法語發音：[tuvil]）是法国厄尔省的一个旧市镇，属于贝尔奈区。2018年，图维尔并入市镇泰努维尔。

## 地理
图维尔（49°18'12"N, 0°45'33"E）面积3.49 平方千米，位于法国诺曼底大区厄尔省，该省份为法国北部内陆省份，北起滨海塞纳省，西接奧恩省和卡爾瓦多斯省，南至厄尔-卢瓦省，东临瓦兹省、瓦兹河谷省和伊夫林省。
与图维尔接壤的市镇（或旧市镇、城区）包括：鲁穆瓦地区弗朗库尔克雷西、圣莱热迪热讷泰、埃卡克隆、伊勒维尔叙蒙福尔。
图维尔的时区为UTC+01:00、UTC+02:00（夏令时）。

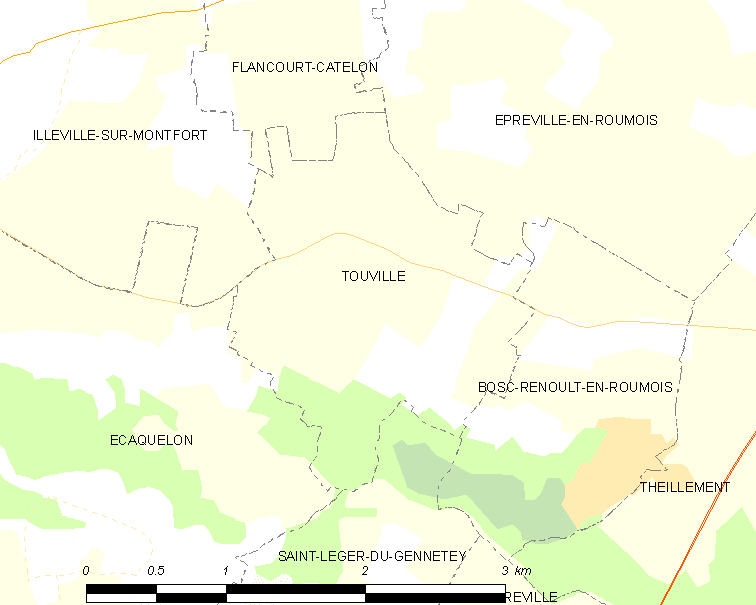
图维尔的OSM定位图

## 行政
图维尔的邮政编码为27290，INSEE市镇编码为27657。

## 政治
图维尔所属的省级选区为大布特鲁尔德县。

## 人口

1962-2008年间图维尔人口变化图示

图维尔于2018年1月1日时的人口数量为182人。